# La Estrella (Antioquia)
La Estrella est une municipalité située dans le département d'Antioquia, en Colombie.